# بييت بيترز
بييت بيترز (بالهولندية: Piet Peters)‏ هو دراج هولندي، ولد في 28 سبتمبر 1921 في هارلم في هولندا.

## وصلات خارجية
- بييت بيترز على موقع أرشيف الدراجات (الإنجليزية)
- بييت بيترز على موقع إحصائيات الدراجات الإحترافية (الإنجليزية)
- بييت بيترز على موقع أوليمبيديا (الإنجليزية)